# Meridian Lossless Packing
La Meridian Lossless Packing è una tecnica proprietaria di compressione audio dei dati in Pulse-Code Modulation senza perdita d'informazioni, sviluppata dalla Meridian Audio. L'MLP è lo standard utilizzato per la compressione dei contenuti DVD-Audio e permette, solitamente, una compressione con un fattore di 2:1. Tutti i lettori DVD-Audio sono equipaggiati con il relativo codec, mentre il suo utilizzo sul singolo DVD è a discrezione del produttore.
È conosciuto anche con il nome di Packed PCM (PPCM) e, con l'avvento dei HD DVD è alla base del Dolby TrueHD, aggiungendo un campionamento a frequenze più elevate, maggior bit rate, 8 canali, metadati estesi è una disposizione personalizzata degli altoparlanti come voluto dalla Society of Motion Picture and Television Engineers (SMPTE).

## L'MLP nei formati di dati compressi
|       | HD DVD       | HD DVD   | HD DVD       | Blu-ray   | Blu-ray  | Blu-ray      | DVD-Audio    | DVD-Audio | DVD-Audio    | DVD-Video       | DVD-Video       | DVD-Video       |
| ----- | ------------ | -------- | ------------ | --------- | -------- | ------------ | ------------ | --------- | ------------ | --------------- | --------------- | --------------- |
| Codec | Status       | Channels | Max Bit Rate | Status    | Channels | Max Bit Rate | Status       | Channels  | Max Bit Rate | Status          | Channels        | Max Bit Rate    |
| MLP   | Obbligatorio | da 2 a 8 | 18 Mbit/s    | Opzionale | da 2 a 8 | 18 Mbit/s    | Obbligatorio | da 1 a 6  | 9.6 Mbit/s   | Non disponibile | Non disponibile | Non disponibile |